# Milagro en la autopista
Milagro en la autopista (título original: Miracle on Interstate 880) es un telefilme estadounidense-canadiense de drama de 1993, dirigido por Robert Iscove, escrito por Leo E. Arthur y Casey Kelly, musicalizado por Lawrence Shragge, en la fotografía estuvo Glen MacPherson y los protagonistas son Rubén Blades, Len Cariou y David Morse, entre otros. Este largometraje fue realizado por Columbia Pictures Television y Glen Oak Production; se estrenó el 22 de febrero de 1993.

## Sinopsis
En el año 1989, un terremoto hace que se desplome la parte de arriba del puente I-880, en San Francisco. Un hombre va a tratar de rescatar a la gente atrapada allí.